# Мирлитон из Понт-Одеме
Мирлитон из Понт-Одеме (фр. Mirliton de Pont-Audemer) — французское пирожное из раскатанного тонкого сигаретного теста, с муссом из пралине, закрытое с обоих концов тёмным шоколадом.
Этот десерт из Нормандии был создан в 1340 году Гийомом Тирелем, известным как Тайлеван, поваром французского двора и автором средневекового сборника кулинарных рецептов Le Viandier.
Во время своих заграничных путешествий Тайлевант, родом из нормандского Турвиля-сюр-Понт-Одеме, познакомился с новыми для него продуктами, такими как миндаль. Придумав этот рецепт и присвоив ему название, он хотел отдать дань уважения городу, в котором родился.
Забытый рецепт был восстановлен в конце XX века несколькими кондитерами из Понт-Одеме.

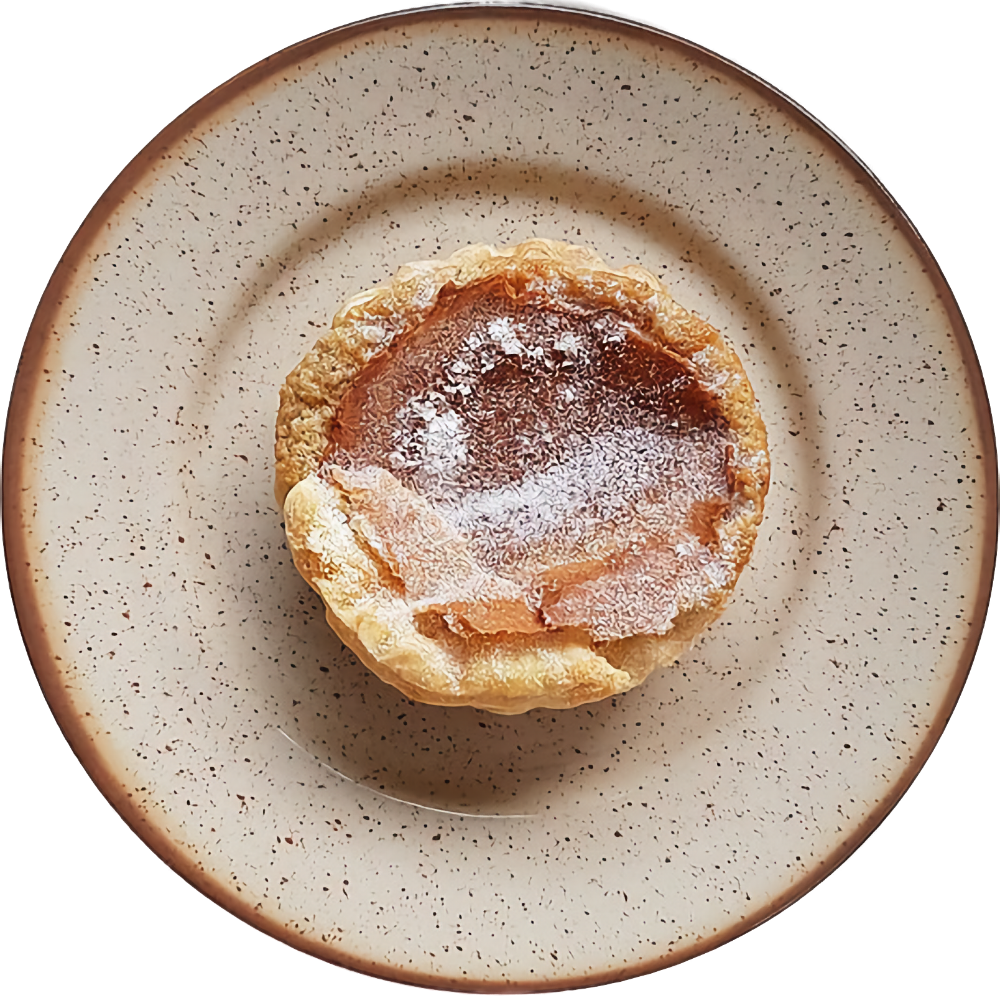
Мирлитон из Руана

Мирлитон — это нежная французская выпечка с добавлением яиц, сахара и франжипана.
Руан и Понт-Одемер оспаривают её изобретение. Мирлитон из Руана сильно отличается от мирлитона из Понт-Одеме как по форме, так и по ингредиентам. Мирлитон руанский, это скорее тарт или тарталетка.